# Черницкий, Юрий Михайлович
Ю́рий Миха́йлович Черни́цкий (16 мая 1943 — 16 января 2015, Астрахань) — советский, российский артист театра и кино; Народный артист России (2011).

## Биография
В 1971 г. окончил Институт театра и кино им. И. К. Карпенко-Карого (курс актёрского мастерства Н. Н. Рушковского). Служил в Донецком Театре юного зрителя; с 1974 г. — в Астраханском драматическом театре.
Младший брат — актёр и режиссёр Игорь Черницкий.

## Творчество
В Астраханском драматическом театре сыграл более 80 ролей.

### Роли в театре
- «Орфей спускается в ад» Т. Уильямса — Вэл Ксавье
- «Коммунист» по Е. Габриловичу — Губанов
- «Дон Карлос» Ф. Шиллера — Дон Карлос
- «Последняя жертва» А. Н. Островского — Дульчин
- «Банкрот» А. Н. Островского — Подхалюзин
- «Пушкин» А. Глобы — Пушкин
- «Ромео и Джульетта» У. Шекспира — Ромео
- «Леди Макбет Мценского уезда» по повести Н. С. Лескова — Сергей
- «Дети Арбата» по роману А. Рыбакова — Сталин
- «Чайка» А. П. Чехова — Треплев
- «Ревизор» Н. В. Гоголя — Хлестаков
- «Костры надежд» по пьесе «Легенда об Актереке» С. Калашникова (1985) — Илья Русин
- «Дядюшкин сон» по повести Ф. Достоевского — Князь
- «Отчаянный игрок» по М. Лермонтову — Казначей
- «Тартюф» Мольера — Оргон
- «Деревья умирают стоя» А. Кассона — Бальбоа
- «Филумена Мартурано» Э. Де Филиппо — Доменико Сориано
- «Корсиканка» И. Губача — Наполеон
- «Лев зимой» Д. Голдмена — Король Генрих II
- «Поминальная молитва» Г. Горина — Тевье

### Роли в кино
| Год       |    | Название                                             | Роль            |
| --------- | -- | ---------------------------------------------------- | --------------- |
| 1980      | ф  | Лес                                                  | землемер        |
| 1984      | ф  | Макар-следопыт                                       | подпольщик      |
|           | тф | Место для памятника (реж. О. Шухер)                  | главная роль    |
| 1992      | ф  | В той области небес… / У тій царині небес… (Украина) | Колычев         |
| 2007—2007 | с  | Юнкера                                               | генерал Анчутин |

## Награды и признание
- Медаль «20 лет Победы в Великой Отечественной войне 1941—1945 гг.» (1965).
- Медаль «За трудовую доблесть» (1981).
- Заслуженный артист РСФСР (09.04.1985)
- Народный артист Российской Федерации (21.03.2011).